# Мирумян, Виген Артюшевич
Виге́н Артю́шевич Мирумя́н (арм. Վիգեն Արտյուշի Միրումյան; род. 29 сентября 1977, Ереван, Армянская ССР, СССР) — чешский шахматист, гроссмейстер (2008).
На 32-й Олимпиаде (1996) в Ереване представлял 2-ю команду Армении.

## Изменения рейтинга
| Графики недоступны из-за технических проблем. См. информацию на Фабрикаторе и на mediawiki.org. |